# Bernardo di Carinzia
Bernardo di Carinzia (1176 o 1181 – 4 gennaio 1256), fu duca di Carinzia per 54 anni, dal 1202 alla morte. Patrono della cavalleria e del minnesang, il regno di Bernardo segnò l'emergere del ducato carinziano come un potente principato territoriale.

## Famiglia
Nel 1122 il conte Enrico VI di Carinzia, originario della Franconia renana, aveva ereditato lo Stato imperiale della Carinzia. Alla sua morte, l'anno successivo, gli successe il fratello minore Enghelberto, bisnonno di Bernardo.
Suo padre era il duca Ermanno di Carinzia, che aveva retto il ducato dal 1161 al 1181: era dunque un membro della dinastia Sponheim. Gli succedette inizialmente il fratello maggiore di Bernardo, Ulrico II, che resse il ducato per due decenni ma morì senza figli il 10 agosto 1202, e Bernardi gli successe. Sua madre era Agnese d'Austria (1151/54 circa - 13 gennaio 1182), un membro della casa di Babenberg.

## Regno
Bernardo divenne reggente del ducato della Carinzia quando suo fratello maggiore, il duca Ulrico II, si ammalò gravemente, probabilmente con la lebbra, dopo essersi unito alla crociata del 1197. Nel conflitto tra la dinastia degli Hohenstaufen e dei Welfen per il trono tedesco dopo la morte dell'Imperatore Enrico VI, Bernardo dapprima continuò a supportare gli Hohenstaufen di Filippo di Svevia essendo suo parente, ma si rivolse a Ottone IV della dinastia dei Welfen dopo l'assassinio di Filippo nel 1208. Partecipò alla incoronazione a Roma di Ottone. Bernardo cambiò di nuovo fazione unendosi al nipote di Filippo, Federico II, che era stato eletto re dei romani nel 1212 e alla fine prevalse contro Ottone.
Bernardo rimase un fedele sostenitore della dinastia Hohenstaufen. Sostenne gli sforzi del Gran Maestro Ermanno di Salza per raggiungere una riconciliazione tra l'imperatore Federico II e Papa Gregorio IX e siglò un accordo di pace del 1230 nella chiesa di San Germano. In seguito mediò il conflitto tra l'imperatore e suo figlio ribelle Enrico VII; nel 1237, sostenne l'elezione del fratello minore di Enrico, re Corrado IV. Tuttavia, nei suoi ultimi anni, dopo aver stabilito relazioni coniugali con la dinastia dei Přemyslidi della Boemia e i conti di Andechs, si allontanò dalla fazione di Federico II per aderire al partito ultramontano. Nel 1247 ottenne l'elezione di suo figlio minore Filippo come arcivescovo di Salisburgo.
Egli era un principe territoriale (princeps terre) a giudizio dello stesso Bernardo e dunque si concentrò sulla politica regionale, mirando ad estendere le sue proprietà contro principi territoriali rivali come il patriarca Bertoldo di Aquileia o i vescovi di Bamberg che controllano la città di Villach e importanti rotte commerciali verso il Regnum Italicum, anche se i suoi progetti non ebbero molto successo. Inoltre, gli arcivescovi di Salisburgo furono in grado di rafforzare la loro posizione istituendo le diocesi suffragane di Seckau e Lavant rispettivamente nel 1218 e 1225, mentre il duca ebbe una lunga rivalità con il conte Mainardo III di Gorizia attorno alle piccole terre di Greifenburg.
A sua volta, Bernardo creò un centro di forza ducale comprendente il triangolo cittadino di Sankt Veit, dove stabilì una zecca nel 1205, Völkermarkt e Klagenfurt, la successiva capitale della Carinzia che venne trasferita nella sua posizione attuale nel 1246 dal duca a causa dei frequenti allagamenti. La corte di Bernardo a Sankt Veit fu sede di festosi tornei cavallereschi e sede di minnesänger come Walther von der Vogelweide. Nel suo poema Frauendienst, Ulrich von Liechtenstein parla del suo arrivo in Carinzia nelle vesti di una Venere nel 1227, quando il duca Bernardo lo ricevette con il saluto sloveno Buge vas primi, gralva Venus ("Dio sia con te, Venere reale").
Le speranze di Bernardo di espandere la sua influenza dopo l'estinzione della dinastia austriaca di Babenberg nel 1246 furono deluse. Ciononostante, ottenne il controllo dell'importante passaggio del Loibl e del passo di Seeberg, che conduceva attraverso la catena montuosa dei Karawanks fino all'adiacente marca di Carniola a sud, di cui suo figlio Ulrico III nel 1248 divenne margravio (Dominus Carniolae) in occasione del suo matrimonio con Agnese di Andechs, figlia del duca Ottone I di Merania. È anche registrato come fondatore dell'abbazia cistercense di Kostanjevica (Landstraß) nella Bassa Carniola intorno al 1234. Bernardo è sepolto nell'Abbazia di San Paolo nella Lavanttal.

## Matrimonio e figli

Stemma ducale della Carinzia fino al 1256

Stemma della Carinzia dal 1256

Il duca Bernardo si sposò con Giuditta, figlia del re Přemyslidi Ottocaro I di Boemia e della principessa Árpád Costanza d'Ungheria, nel 1213. [1] Ebbero 4 figli:
- Ulrico III (1220 ca.-1269), duca di Carinzia assieme al padre dal 1251, duca unico dal 1256 alla morte, margravio di Carniola dal 1248[1]
- Bernardo di Carinzia (prima del 1249)
- Margherita di Carinzia (prima del 1249)
- Filippo di Carinzia (21/22 luglio 1279), arcivescovo di Salisburgo dal 1247 al 1256 e patriarca di Aquileia dal 1269 al 1273.[1]

Il rapporto con la dinastia dei Přemyslidi divenne cruciale quando il figlio di Bernardo, il duca Ulrico III, morì senza eredi nel 1269. Il fratello minore Filippo rivendicò le terre della Carinzia e della Carniola, tuttavia non poté prevalere contro suo cugino di primo grado, il re Ottaro II di Boemia, che nel 1268 aveva firmato un trattato di eredità con il compianto duca Ulrico. Nonostante Filippo venne infeudato dal re asburgico Rodolfo I d'Asburgo nel 1275, non poté assumere il controllo del ducato dopo che il re Ottocaro II fu ucciso nella battaglia di Marchfeld del 1278.

## Ascendenza
|                                        |                                                |                                               | Genitori                                |  |  | Nonni |  |  | Bisnonni                         |  |  | Trisnonni                         |  |
|                                        |                                                |                                               |                                         |  |  |       |  |  | Enghelberto II, duca di Carinzia |  |  | Enghelberto I, margravio d'Istria |  |
|                                        |                                                |                                               |                                         |  |  |       |  |  | Enghelberto II, duca di Carinzia |  |  | Enghelberto I, margravio d'Istria |  |
|                                        |                                                | Edvige                                        |                                         |  |  |       |  |  | Enghelberto II, duca di Carinzia |  |  |                                   |  |
| Ulrico I, duca di Carinzia             |                                                |                                               |                                         |  |  |       |  |  | Enghelberto II, duca di Carinzia |  |  |                                   |  |
|                                        |                                                | Uta di Passavia                               | Ulrico, burgravio di Passavia           |  |  |       |  |  |                                  |  |  |                                   |  |
|                                        |                                                | Uta di Passavia                               | Ulrico, burgravio di Passavia           |  |  |       |  |  |                                  |  |  |                                   |  |
|                                        |                                                | Uta di Passavia                               | Adelaide di Lechsgemünd                 |  |  |       |  |  |                                  |  |  |                                   |  |
| Ermanno II, duca di Carinzia           |                                                | Uta di Passavia                               |                                         |  |  |       |  |  |                                  |  |  |                                   |  |
|                                        |                                                | Ermanno II, margravio di Baden                | Ermanno I, margravio di Baden           |  |  |       |  |  |                                  |  |  |                                   |  |
|                                        |                                                | Ermanno II, margravio di Baden                | Ermanno I, margravio di Baden           |  |  |       |  |  |                                  |  |  |                                   |  |
|                                        |                                                | Ermanno II, margravio di Baden                | Giuditta                                |  |  |       |  |  |                                  |  |  |                                   |  |
| Giuditta di Baden                      |                                                | Ermanno II, margravio di Baden                |                                         |  |  |       |  |  |                                  |  |  |                                   |  |
|                                        |                                                | Giuditta di Backnang-Sulichgau                | Hesso II, signore di Backnang-Sulichgau |  |  |       |  |  |                                  |  |  |                                   |  |
|                                        |                                                | Giuditta di Backnang-Sulichgau                | Hesso II, signore di Backnang-Sulichgau |  |  |       |  |  |                                  |  |  |                                   |  |
|                                        |                                                | Giuditta di Backnang-Sulichgau                | Giuditta                                |  |  |       |  |  |                                  |  |  |                                   |  |
| Bernardo, duca di Carinzia             |                                                | Giuditta di Backnang-Sulichgau                |                                         |  |  |       |  |  |                                  |  |  |                                   |  |
|                                        | Leopoldo III di Babenberg, margravio d'Austria | Leopoldo II di Babenberg, margravio d'Austria |                                         |  |  |       |  |  |                                  |  |  |                                   |  |
|                                        | Leopoldo III di Babenberg, margravio d'Austria | Leopoldo II di Babenberg, margravio d'Austria |                                         |  |  |       |  |  |                                  |  |  |                                   |  |
|                                        | Leopoldo III di Babenberg, margravio d'Austria | Ida di Formbach-Ratelnberg                    |                                         |  |  |       |  |  |                                  |  |  |                                   |  |
| Enrico II di Babenberg, duca d'Austria | Leopoldo III di Babenberg, margravio d'Austria |                                               |                                         |  |  |       |  |  |                                  |  |  |                                   |  |
|                                        |                                                | Agnese di Waiblingen                          | Enrico IV, imperatore dei Romani        |  |  |       |  |  |                                  |  |  |                                   |  |
|                                        |                                                | Agnese di Waiblingen                          | Enrico IV, imperatore dei Romani        |  |  |       |  |  |                                  |  |  |                                   |  |
|                                        |                                                | Agnese di Waiblingen                          | Berta di Savoia                         |  |  |       |  |  |                                  |  |  |                                   |  |
| Agnese di Babenberg                    |                                                | Agnese di Waiblingen                          |                                         |  |  |       |  |  |                                  |  |  |                                   |  |
|                                        |                                                | Andronico Comneno                             | Giovanni II Comneno, basileus dei Romei |  |  |       |  |  |                                  |  |  |                                   |  |
|                                        |                                                | Andronico Comneno                             | Giovanni II Comneno, basileus dei Romei |  |  |       |  |  |                                  |  |  |                                   |  |
|                                        |                                                | Andronico Comneno                             | Piroska d'Ungheria                      |  |  |       |  |  |                                  |  |  |                                   |  |
| Teodora Comnena                        |                                                | Andronico Comneno                             |                                         |  |  |       |  |  |                                  |  |  |                                   |  |
|                                        |                                                | Irene                                         | …                                       |  |  |       |  |  |                                  |  |  |                                   |  |
|                                        |                                                | Irene                                         | …                                       |  |  |       |  |  |                                  |  |  |                                   |  |
|                                        |                                                | Irene                                         | …                                       |  |  |       |  |  |                                  |  |  |                                   |  |
|                                        |                                                | Irene                                         |                                         |  |  |       |  |  |                                  |  |  |                                   |  |